# Łeknica
Łeknica – wieś w Polsce położona w województwie zachodniopomorskim, w powiecie szczecineckim, w gminie Barwice. Przez wieś przepływa struga Lubiatówka.
W latach 1975–1998 miejscowość położona była w województwie koszalińskim.
Miejscowość leży przy drodze wojewódzkiej nr 172 i byłej linii kolejowej nr 410.
Nazwę Łeknica wprowadzono urzędowo w 1947 roku, zastępując poprzednią niemiecką nazwę Lucknitz.

## Zabytki
- park pałacowy w Starej Łeknicy, pozostałość po  pałacu[4].